# Jefferson Airplane-diszkográfia
Az alábbi lista a Jefferson Airplane kislemezeit, albumait, valamint az együttes tagjainak fontosabb albumait tartalmazza.

## Albumok

### Stúdióalbumok
| Cím                          | Megjelent           | Helyezés |
| ---------------------------- | ------------------- | -------- |
| Jefferson Airplane Takes Off | 1966. szeptember    | #128 US  |
| Surrealistic Pillow          | 1967. február       | #3 US    |
| After Bathing at Baxter’s    | 1967. november 27.  | #17 US   |
| Crown of Creation            | 1968. szeptember    | #6 US    |
| Volunteers                   | 1969. november      | #13 US   |
| Bark                         | 1971. szeptember    | #11 US   |
| Long John Silver             | 1972. július        | #20 US   |
| Jefferson Airplane           | 1989. augusztus 22. | #85 US   |

### Hivatalos koncertalbumok
| Cím                                                                          | Megjelent         | Helyezés | Megjegyzések |
| ---------------------------------------------------------------------------- | ----------------- | -------- | --- |
| Bless Its Pointed Little Head                                                | 1969. február     | #17 US   | Fillmore West, 1968. október 24–26. Fillmore East, 1968. november 28–30.                                        |
| Thirty Seconds Over Winterland                                               | 1973. április     | #52 US   | Chicago Auditorium, Chicago, 1972. augusztus 24–25. Winterland Ballroom, San Francisco, 1972. szeptember 21–22. |
| Live at the Fillmore East                                                    | 1998. április 28. |          | Fillmore East, 1968. május 4–5.                                                                                 |
| Sweeping Up the Spotlight: Jefferson Airplane Live at the Fillmore East 1969 | 2007              |          | Fillmore East, 1969. november 28–29.                                                                            |

### Az USA-n kívül kiadott koncertalbumok
| Cím                           | Megjelent         | Helyezés | Megjegyzések                                                                             |
| ----------------------------- | ----------------- | -------- | ---------------------------------------------------------------------------------------- |
| Live at the Monterey Festival | 1995              |          | Brit kiadású album Montereyi popfesztivál, 1967. június 17.                              |
| Feed Your Head : Live ’67-’69 | 1996              |          | 1967 és 1969 közötti koncertfelvételek                                                   |
| At Golden Gate Park           | 2006. október 23. |          | Golden Gate Park, San Francisco, 1969. május 7.                                          |
| Last Flight                   | 2007. február 2.  |          | Az együttes utolsó koncertje Winterland Ballroom, San Francisco, 1972. szeptember 21–22. |
| At the Family Dog Ballroom    | 2007. október 22. |          | Family Dog Ballroom, San Francisco, 1969. szeptember                                     |

### Hivatalos válogatásalbumok
| Cím                             | Megjelent      | Helyezés | Megjegyzések                                                                 |
| ------------------------------- | -------------- | -------- | ---------------------------------------------------------------------------- |
| The Worst of Jefferson Airplane | 1970. november | #12 US   | Az együttes első válogatásalbuma                                             |
| Early Flight                    | 1974. február  | #110 US  | Kislemezek és korábban kiadatlan dalok válogatása                            |
| Flight Log                      | 1977. január   | #37 US   | A Jefferson Starship, a Hot Tuna és a tagok saját dalai is szerepelnek rajta |
| 2400 Fulton Street              | 1987. március  | #138 US  | 25 dalos dupla LP, 36 dalos dupla CD                                         |
| Jefferson Airplane Loves You    | 1992           |          | 3 CD-s díszdobozos kiadás                                                    |
| Ignition                        | 2001           |          | 4 CD-s díszdobozos kiadás az együttes első négy albumával                    |

### Egyéb válogatásalbumok
| Cím                                           | Megjelent         | Helyezés | Megjegyzések        |
| --------------------------------------------- | ----------------- | -------- | ------------------- |
| Time Machine                                  | 1984              |          |                     |
| White Rabbit & Other Hits                     | 1990              |          |                     |
| The Best of Jefferson Airplane                | 1992              |          |                     |
| Journey: The Best of Jefferson Airplane       | 1997              |          | Brit kiadású album  |
| Through the Looking Glass                     | 1999              |          | Olasz kiadású album |
| The Roar of Jefferson Airplane                | 2001. július 10.  |          |                     |
| Jefferson Airplane Platinum & Gold Collection | 2003. május 6.    |          |                     |
| Cleared for Take Off                          | 2003. november 6. |          | Brit kiadású album  |
| The Essential Jefferson Airplane              | 2005. április 26. |          | Legacy Recordings   |
| The Very Best of Jefferson Airplane           | 2007              |          |                     |

### Paul Kantner / Jefferson Starship
| Cím                      | Megjelent | Helyezés | Megjegyzések                                                 |
| ------------------------ | --------- | -------- | ------------------------------------------------------------ |
| Blows Against the Empire | 1970      | #20 US   | Az első album, ami a Jefferson Starship név alatt jelent meg |

### Kombinált válogatásalbumok (Jefferson Airplane / Jefferson Starship)
| Cím                  | Megjelent | Helyezés | Megjegyzések |
| -------------------- | --------- | -------- | ------------ |
| Hits                 | 1996      |          |              |
| VH1 Behind the Music | 2000      |          |              |
| Love Songs           | 2000      |          |              |

## Kislemezek
| A-oldal                                   | B-oldal                                   | Megjelent | Album                         | Helyezés |
| ----------------------------------------- | ----------------------------------------- | --------- | ----------------------------- | -------- |
| It’s No Secret                            | Runnin’ ’Round This World                 | 1966      | Jefferson Airplane Takes Off  |          |
| Come Up the Years                         | Blues from an Airplane                    | 1966      | Jefferson Airplane Takes Off  |          |
| Bringing Me Down                          | Let Me In                                 | 1966      | Jefferson Airplane Takes Off  |          |
| My Best Friend                            | How Do You Feel?                          | 1967      | Surrealistic Pillow           | #103 US  |
| Somebody to Love                          | Plastic Fantastic Lover                   | 1967      | Surrealistic Pillow           | #5 US    |
| White Rabbit                              | She Has Funny Cars                        | 1967      | Surrealistic Pillow           | #8 US    |
| The Ballad of You & Me & Pooneil          | Two Heads                                 | 1967      | After Bathing at Baxter’s     | #42 US   |
| Watch Her Ride                            | Martha                                    | 1967      | After Bathing at Baxter’s     | #61 US   |
| Greasy Heart                              | Share a Little Joke                       | 1968      | Crown of Creation             | #98 US   |
| Crown of Creation                         | If You Feel                               | 1968      | Crown of Creation             | #64 US   |
| Plastic Fantastic Lover (koncertfelvétel) | Other Side of This Life (koncertfelvétel) | 1969      | Bless Its Pointed Little Head | #133 US  |
| Volunteers                                | We Can Be Together                        | 1969      | Volunteers                    | #65 US   |
| Mexico                                    | Have You Seen the Saucers?                | 1970      | nem jelentek meg albumon      | #102 US  |
| Pretty as You Feel                        | Wild Turkey                               | 1971      | Bark                          | #60 US   |
| Long John Silver                          | Milk Train                                | 1972      | Long John Silver              | #102 US  |
| Trial by Fire (koncertfelvétel)           | Twilight Double Leader                    | 1972      | Long John Silver              |          |
| Summer of Love                            |                                           | 1989      | Jefferson Airplane            | #15 US   |
| Planes                                    |                                           | 1989      | Jefferson Airplane            | #24 US   |
| True Love                                 |                                           | 1989      | Jefferson Airplane            |          |

## Válogatott szóló/duó/trió albumok

### Marty Balin
| Cím               | Megjelent | Helyezés | Megjegyzések |
| ----------------- | --------- | -------- | ------------ |
| Bodacious DF      | 1973      |          |              |
| Balin             | 1981      | #35 US   |              |
| Lucky             | 1983      | #156 US  |              |
| Better Generation | 1991      |          |              |
| Freedom Flight    | 1997      |          |              |

### Paul Kantner/Grace Slick
| Cím                                  | Megjelent      | Helyezés | Megjegyzések                  |
| ------------------------------------ | -------------- | -------- | ----------------------------- |
| Sunfighter                           | 1971. november | #89 US   |                               |
| Baron Von Tollbooth & the Chrome Nun | 1973           | #52 US   | David Freiberggel közös album |

### Paul Kantner
| Cím                                  | Megjelent       | Helyezés | Megjegyzések |
| ------------------------------------ | --------------- | -------- | ------------ |
| Planet Earth Rock and Roll Orchestra | 1983. augusztus |          |              |

### KBC Band
| Cím      | Megjelent | Helyezés | Megjegyzések                                             |
| -------- | --------- | -------- | -------------------------------------------------------- |
| KBC Band | 1986      | #75 US   | Paul Kantner, Marty Balin és Jack Casady közös projektje |

### Grace Slick
| Cím                           | Megjelent    | Helyezés | Megjegyzések                                                      |
| ----------------------------- | ------------ | -------- | ----------------------------------------------------------------- |
| Manhole                       | 1973         | #127 US  |                                                                   |
| Dreams                        | 1980         | #32 US   |                                                                   |
| Welcome to the Wrecking Ball! | 1981         | #48 US   |                                                                   |
| Software                      | 1984. január |          |                                                                   |
| The Best of Grace Slick       | 1999         |          | A Jefferson Airplane, a Jefferson Starship és a Starship dalaival |